# Petrophile clavata
Petrophile clavata är en tvåhjärtbladig växtart som beskrevs av Hislop & Rye. Petrophile clavata ingår i släktet Petrophile och familjen Proteaceae. Inga underarter finns listade i Catalogue of Life.